# Palinurus homarus
Palinurus homarus is een tienpotigensoort uit de familie van de Palinuridae.